# Sabine Panossian
Sabine Panossian (geboren 1982 in Wien) ist eine österreichische Kamerafrau.

## Leben und Wirken
Sabine Panossian studierte Publizistik- und Kommunikationswissenschaft an der Universität Wien und in Siena, bevor sie von 2012 bis 2018 Kamera an der Filmuniversität Babelsberg Konrad Wolf studierte. Für ihre Kameraarbeit wurde sie mehrfach ausgezeichnet. 2022 war sie Teil der Berlinale Talents.
Sabine Panossian lebt in Berlin und Köln. Sie ist Mitglied des Verbands österreichischer Kameraleute (AAC) der Deutschen Filmakademie (DFA) und der Europäischen Filmakademie (EFA). Seit 2022 ist sie im Vorstand des Cinematographinnen - Women* Cinematographers Network.

## Filmographie (Auswahl)
- 2016: Am Ende der Wald (Kurzfilm) – Regie: Felix Ahrens[6]
- 2018: WDR – Die Story: Judenhass in Europa (Reportage) – Regie: Andreas Morell[7]
- 2018: Die Insel (Kinodokumentarfilm) – Regie: Lars Ostmann[8][9]
- 2018: Fünf Dinge, die ich nicht verstehe (Kinospielfilm) – Regie: Henning Beckhoff[10][11]
- 2019: Off Season (Spielfilm) – Regie: Henning Beckhoff[12]
- 2020: The Blunder of Love – Regie: Rocco di Mento
- 2022: Echo (Kinospielfilm) – Regie: Mareike Wegener
- 2023: Fossil (Kinospielfilm) – Regie: Henning Beckhoff[13]
- 2024: 2 Minuten - 24/7 (TV-Serie) – Regie: Lisa Miller, Leonie Krippendorff[14]
- 2024: 30 Tage Lust (Serie) – Regie: Bartosz Grudziecki, Pia Hellenthal[15]

## Auszeichnungen
- 2011 Deutscher Filmpreis beste Tongestaltung für Pianomania
- 2016 Student Academy Award in Silber für Am Ende der Wald[16][17]
- 2016 Nominierung beste Bildgestaltung beim internationalen Frauenfilmfestival Dortmund + Köln für Am Ende der Wald[18]
- 2018 Lobenden Erwähnung bei den Hofer Filmtagen 2018 für Fünf Dinge, die ich nicht verstehe[19][20]
- 2019 Michael-Ballhaus-Preis bei den First Steps Awards 2019 für Off Season (Premiere Berlinale 2019, Perspektive Deutsches Kino)[21]
- 2020 Preis für die beste Bildgestaltung beim internationalen Frauenfilmfestival Dortmund + Köln für Off Season[22]
- 2020 Preis für die beste Bildgestaltung Big Shorts Award[23]
- 2021 Doc Alliance Award für The blunder of Love
- 2023 FIPRESCI-Award beim 40. Filmfest München für Fossil[24]
- 2024 Nominierung best cinematography beim Serienfestival Die Seriale für 2 Minuten - 24/7